# Моята голяма луда гръцка сватба 2
„Моята голяма луда гръцка сватба 2“ (на английски: My Big Fat Greek Wedding 2) е американски филм от 2016 година, романтична комедия на Кърк Джоунс по сценарий на Ния Вардалос.
Филмът е продължение на „Моята голяма луда гръцка сватба“ на Джоел Зуик от 2002 година. Действието се развива около родителите на главната героиня, за които се установява, че не са официално женени, и за които се организира сватба. Главните роли се изпълняват от Ния Вардалос, Джон Корбет, Лейни Казан, Майкъл Константайн, Джон Стеймос, Елена Кампурис и други.